# Dolní Těšice
Dolní Těšice jsou obec ležící v okrese Přerov. Nachází se 11 km jihovýchodně od Hranic na mírném svahu zvolna klesajícím k Bečvě. Žije zde 61 obyvatel.

## Historie
Dolní Těšice jsou prastarého původu. První písemní zmínka je v listině olomouckého biskupa Jindřicha Zdíka z roku 1141. K obdělávání půdy byli povoláni kolonisté z Čech, kteří se zde usadili a založili obce Těšice (Čečice) a Všechovice (Čechovice). Biskup Bruno ze Schauenburku zřídil na majetku biskupském tak zvané zřízení manské. To znamenalo, že některému svému milci (oblíbenci) dal některou ves za malý poplatek k dědičnému užívání. Když manský rod vymřel po meči, připadlo manství opět k biskupství. Tak tomu bylo i s Těšicemi, kde r. 1302 biskup Teodorich přenechává dlouho již pustou Češice rytíři Ondřejovi z Čechovic. V dalších letech docházelo od biskupů k propůjčování obcí dalším šlechticům.
Z roku 1777 je pak znám seznam robot jednotlivých domů v obci (tzn. seznam jejich povinností a výši daní): Václav Mašlaň v čís. 1, Josef Matyska čís. 2, Josef Kubeše čís. 5, Jan Valuch čís. 6, Jan Šnajdr čís. 7, Josef Staněk čís. 8, Jiří Hýža čís. 15, Jan Juřica čís. 19, Václav Šindler čís. 8, Jiří Staněk čís. 9, Jan Staněk čís. 13, Jiří Matyska čís. 14, vdova Sváčková čís. 4, Jan Adamec čís. 18, Josef Pavlištík čís. 20, Martin Hložek čís. 12.
V roce 1863 byl na obecní náklady postaven kříž stojící na jižní straně vesnice na obecní louce tak zvané „Na hůrkách“. V roce 1883 zdejší občan Jindruch Jan (dřívější majitel gruntu č. 5) nechal postavit na severní straně vesnice kříž z pískovcového kamene. Tento kříž se dochoval do této doby a v roce 2012 došlo k opravě kříže. V roce 1906 postavena malá kaple obecním nákladem a téhož roku na svátek Panny Marie sněžné děkanem kelečským vysvěcena.
V roce 1924 čítá obec 21 čísel domů se 119 obyvateli. Dle množství pozemků k jednotlivým budovám či usedlostem se tyto dělí na: jedno fojtství (čís. 1 - František Mašlaň), 6 gruntů (čís. 2 - Jan Markusík, čís. 5 - Jan Matoušek, čís. 6 - Ferdinand Valuch, čís. 10 - Josef Staněk, čís. 15 - Rudolf Hýža, čís. 19 - Josef Segeťa), 4 podsedky, 9 chalup a obecní dům.
V letech 1983–1990 byly Dolní Těšice částí obce Skalička, poté se Dolní Těšice osamostatnily. Od roku 2006 dochází k výstavbě nových domů a nárůstu počtu obyvatel.

## Galerie

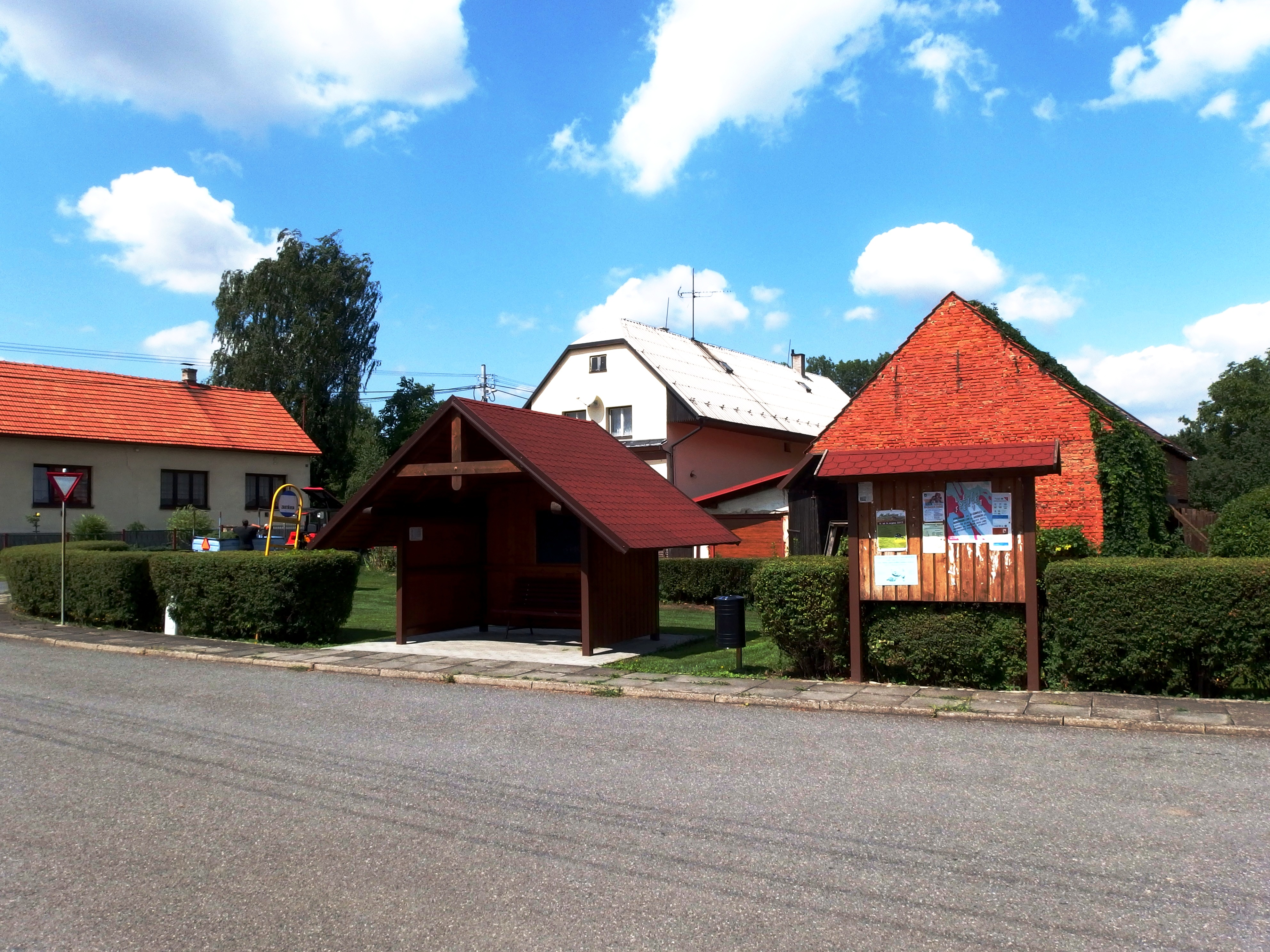
Autobusová zastávka u obecního úřadu
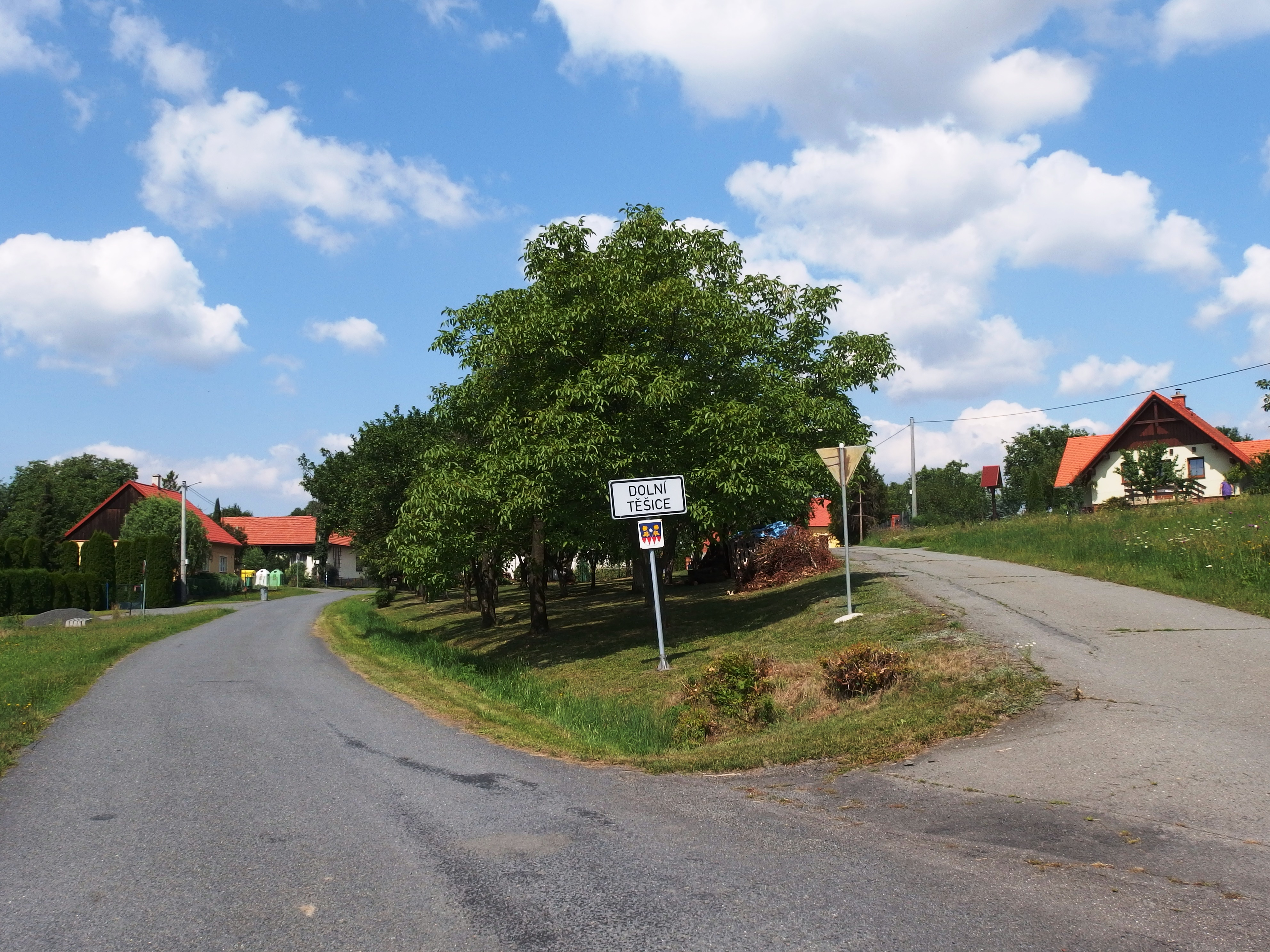
Příjezd do obce od Kelče
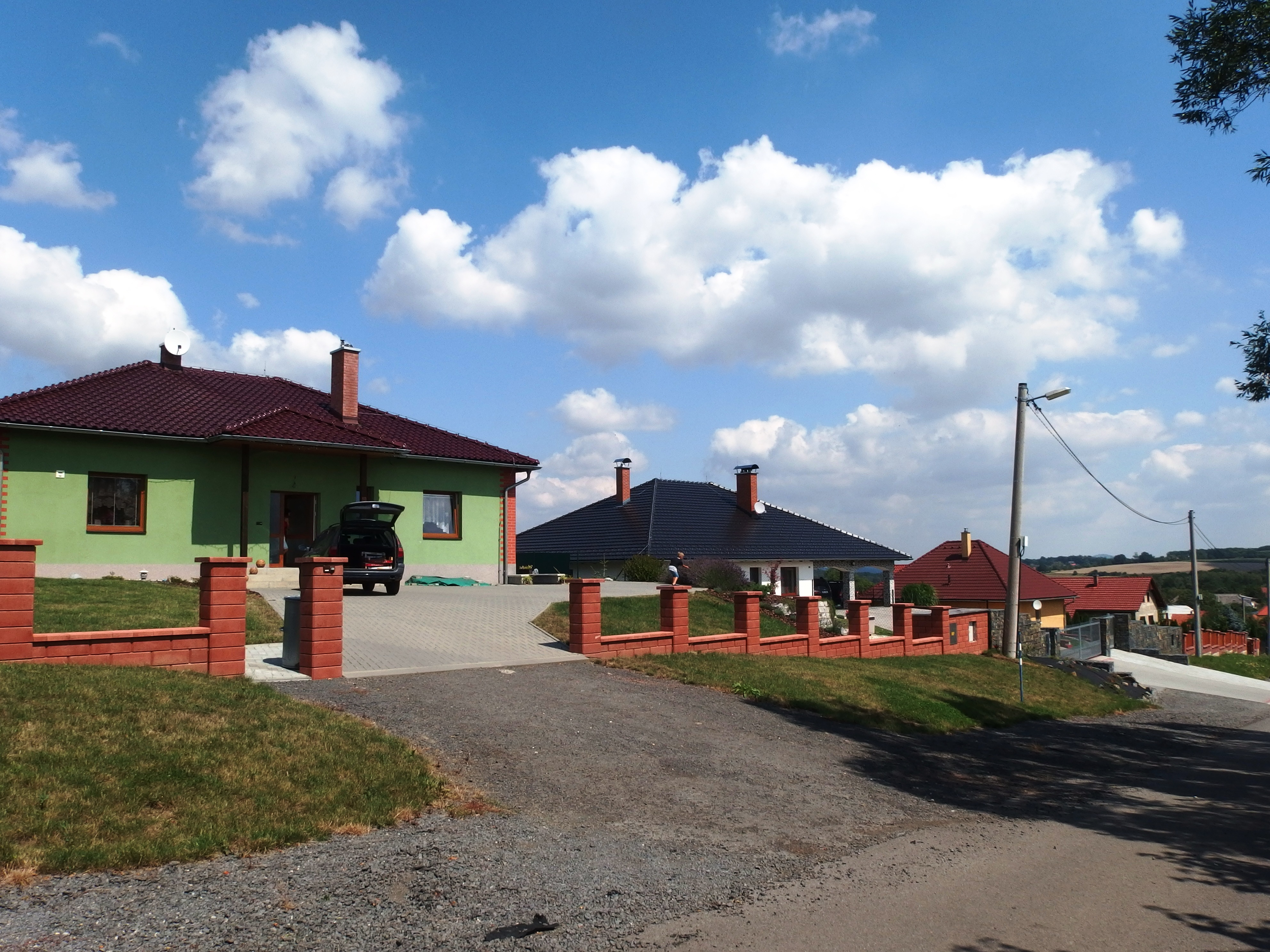
Nová výstavba
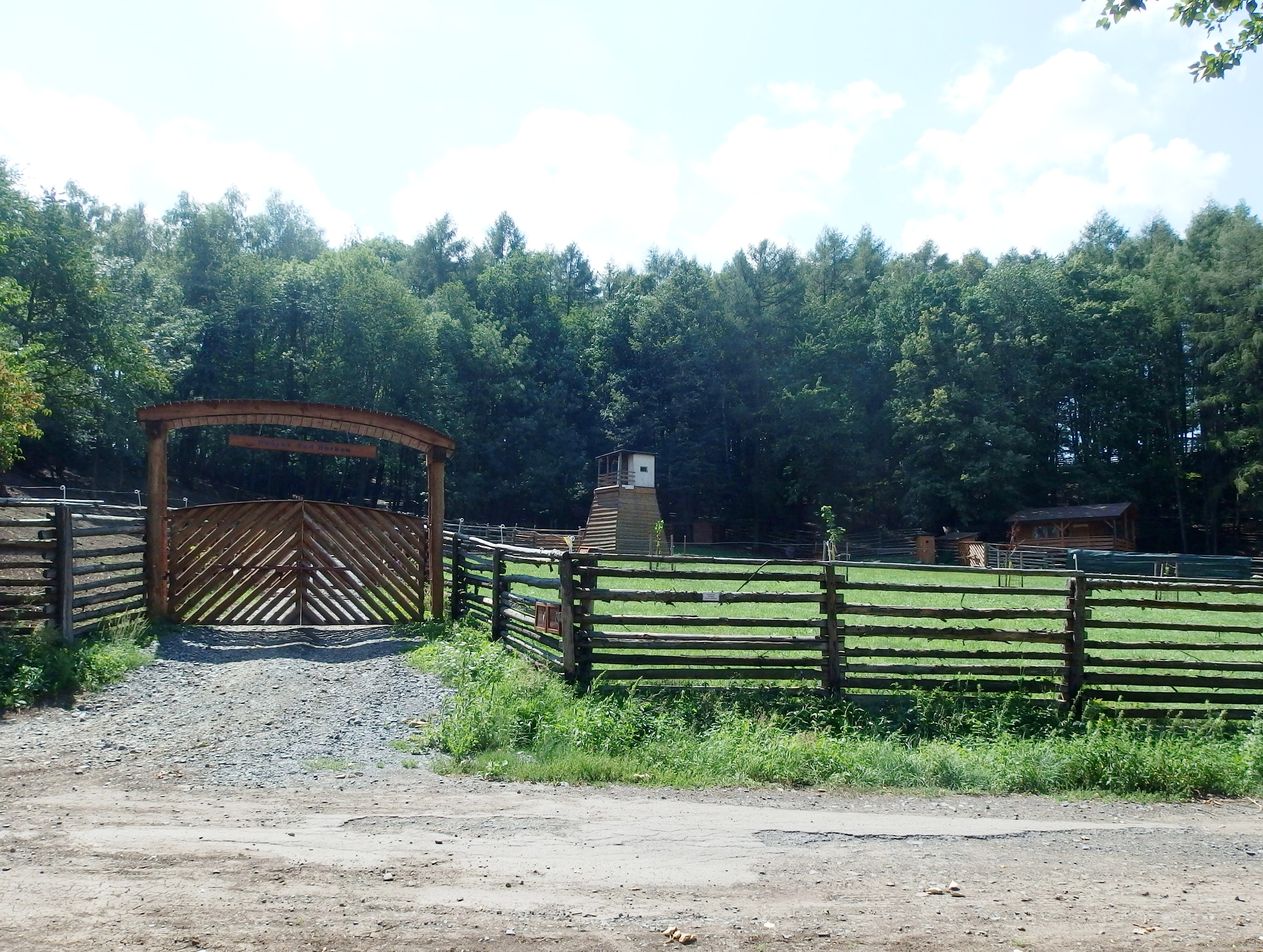
Obůrka pod Hůrkou